# Ansaldo 105/25 M.43
Lo Ansaldo 105/25 M.43, noto anche come semovente da 105/25 e comunemente soprannominato Bassotto, è stato un carro armato utilizzato durante la seconda guerra mondiale e progettato dalla Fiat-Ansaldo, considerato uno dei più potenti corazzati costruiti dall'Italia nel secondo conflitto mondiale.

## Storia
Lo sviluppo di un semovente di grande potenza fu realizzato durante il 1942 in parallelo dalla Odero-Terni-Orlando (OTO) e dalla Ansaldo. La OTO propose l'installazione di un 105/23 sullo scafo di un carro armato P26/40. L'Ansaldo invece propose come scafo quello del semovente M42 già in produzione e fu in grado quindi di presentare, il 28 febbraio 1943, il prototipo al Centro Studi della Motorizzazione mentre la OTO era ancora impegnata nello sviluppo. Venne perciò prescelto dal Regio Esercito e la versione definitiva, con scafo migliorato e cannone da 105/25 (in luogo di quello da 23 calibri di lunghezza), fu adottata in 878 esemplari il 2 aprile 1943 come carro M43 da 105/25 "Bassotto". Dodici esemplari vennero costruiti e utilizzati nel 1943 dalla 135ª Divisione corazzata "Ariete II", che si scontrò con le truppe tedesche nei pressi di Roma nei giorni successivi all'armistizio attuato dal governo italiano, l'8 e il 9 settembre 1943, dando un'ottima prova di sé. A seguito della resa italiana, i tedeschi, che consideravano i carri armati 105/25 degli ottimi mezzi, li catturarono e ne costruirono ulteriori 91 esemplari, ribattezzati StuG M43 mit 105/25 853(i) utilizzandoli contro le forze anglo-americane.
A cavallo del 1944-45, un esemplare fu anche adoperato dal Gruppo Corazzato "Leoncello" della RSI nei pressi di Brescia.
Il cannone da 105/25 fu anche postato in casamatta nelle opere difensive del Vallo Alpino.

## Tecnica
Il Bassotto, ricalcando l'impostazione generale del predecessore M42, era costituito da uno scafo M43, cioè lo scafo di un carro armato M15/42 allargato e abbassato, con frontale ridisegnato e lamiere laterali saldate invece che imbullonate. Sullo scafo era posta una casamatta fissa imbullonata e saldata con un obice Ansaldo 105/25, con brandeggio manuale di 34° ed alzo da -12° a + 22°. L'armamento era completato da una mitragliatrice Breda Mod. 38 da 8 mm per la difesa ravvicinata ed antiaerea operata dal capocarro/cannoniere, mentre il servente/operatore radio ha a disposizione per le comunicazioni a livello di batteria di una radio Magneti Marelli RF1 CA.

## Versioni

### Semovente M43 da 75/34
Versione concepita dall'Ansaldo che, al posto del cannone da 105/25, montava il cannone da 75/34 Mod. S.F. già installato sul semovente da 75/34; fu definita StuG M43 mit 75/34 (851) (i) dai tedeschi. Fu fabbricato in soli ventitré o ventinove esemplari nel 1944 e fu impiegato dal solo esercito tedesco.

### Semovente M43 da 75/46
Sviluppata dall'Ansaldo nel 1944 e designata dai tedeschi StuG M43 mit 75/46 (852) (i) per i tedeschi, era una versione cacciacarri basata su scafo pesantemente modificato dell'M.43 da 105/25. Era l'ultimo cingolato prodotto in Italia e solo dopo l'8 settembre 1943, oltre a essere il primo costruito prevalentemente con lamiere saldate e non solo imbullonate. Venne anche pensato di utilizzare materiali alternativi (calcestruzzo rinforzato con pietrisco) per integrare la corazzatura, che però poi fu costruita in maniera convenzionale ma con spessori più generosi (massimo frontale 100 mm) rispetto agli altri carri prodotti in Italia. L'armamento consisteva nel cannone antiaereo 75/46 C.A. Mod. 1934/Mod. 40 con quarantadue munizioni, anche se non si fece in tempo a sviluppare una granata specifica per l'impiego controcarro, impiegando una normale spoletta ritardata per migliorare le capacità perforanti. Il brandeggio era manuale su supporto sferico e permetteva un alzo da -12° a +22° ed un brandeggio laterale di 34°. Integrava l'armamento una mitragliatrice Breda Mod. 38 da 8 mm con 500 cartucce, anche se nell'uso fu sovente rimpiazzata da una MG 42 con un maggior numero di proiettili. L'equipaggio era limitato a sole tre persone, lasciando un carico di lavoro eccessivo al capocarro facente funzione di cannoniere, mentre il caricatore era anche mitragliere/radiotelegrafista. Il semovente fu prodotto in undici esemplari (otto nel 1943, tre nel 1944) e adoperato solo dall'esercito tedesco. Uno o due ulteriori mezzi rimasero incompleti o forse furono terminati a ridosso della liberazione, che impedì la ripresa della fabbricazione pianificata per il 1945.

## Galleria d'immagini

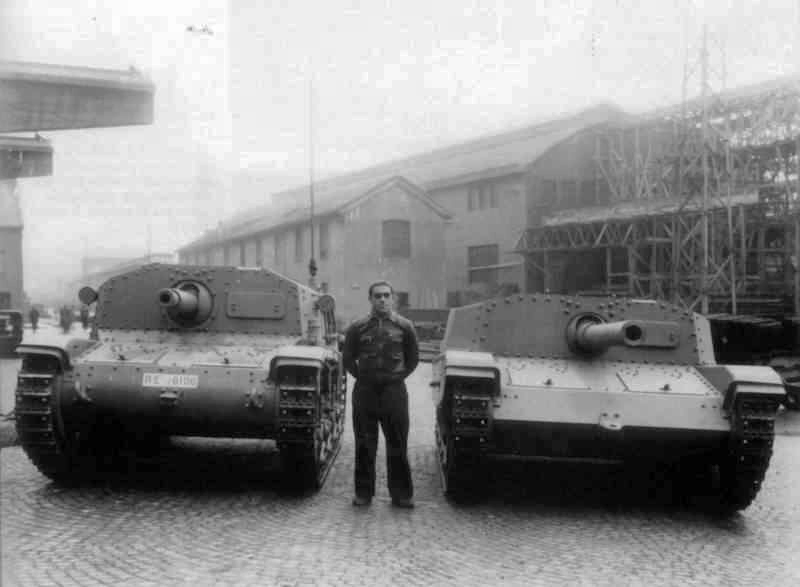
Lo scafo del M43 105/25 (a destra) è più largo e basso di quello del M42 (a sinistra).
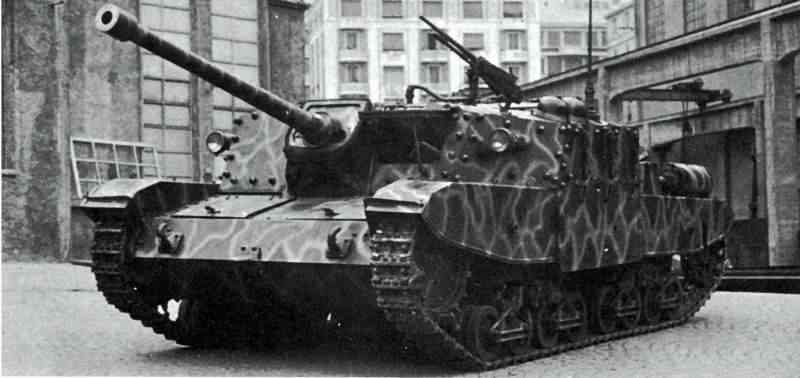
Un M43 75/46.
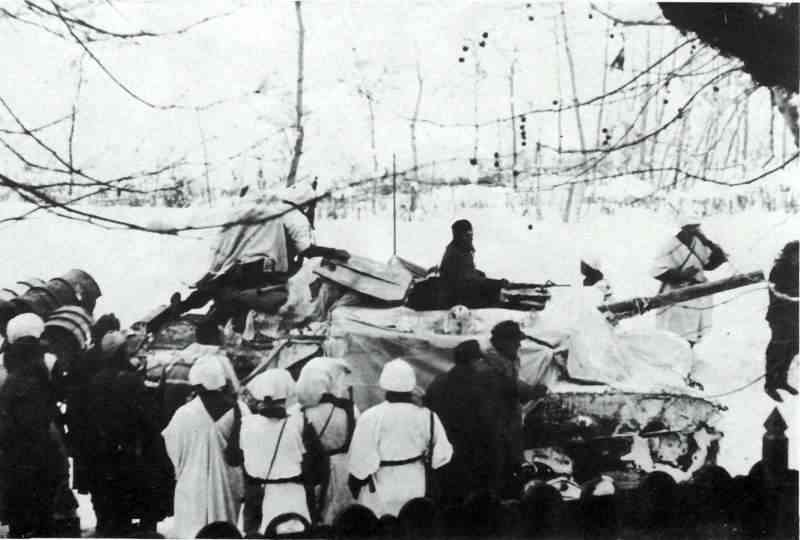
Un M43 75/34.